# Блакстениус, Стина
Эмма Стина Блакстениус (швед. Emma Stina Blackstenius; род. 5 февраля 1996, Вадстена, Эстергётланд[…]) — шведская футболистка, нападающая клуба «Арсенал» и сборной Швеции.

## Клубная карьера
Блакстениус начинала свою карьеру в клубе «Вадстена». В 2012 году выступала за клуб в 3-м дивизионе, забила 38 голов и стала лучшим бомбардиром. Номинирована на приз лучшей футболистки года в Эстерготланде. В 2013 году выступала за «Линчёпинг», в дебютном сезоне отметилась 8 голами и тремя голевыми передачами. В январе 2014 года продлила контракт с клубом ещё на три года, по истечении которого перешла во французский «Монпелье», подписав трёхлетнее соглашение.

## Карьера в сборной
Как игрок команды Швеции, составленной из девушек не старше 19 лет, Блакстениус приняла участие в чемпионате Европы 2015 года и вместе со сборной стала чемпионкой Европы, также став и лучшим бомбардиром с результатом в 6 забитых мячей (два из них были забиты в финале против Испании, который завершился со счётом 3:1 в пользу Швеции). Дебют за основную сборную пришёлся на 27 октября 2015 года, на матч против Дании (победа 1:0). 8 апреля 2016 года Стина забила первый гол в матче против Словакии в Попраде. На Олимпиаде в Рио-де-Жанейро Стина отметилась двумя голами в матчах против США и Германии, завоевав серебряную медаль со сборной.
На мировом первенстве 2019 года, который проходил в июне во Франции, Стина в матче 1/8 финала против  Канады забила единственный гол и в итоге вывела сборную в четвертьфинал (1:0). В матче четвертьфинала против сборной Германии забила гол, а её команда одержала победу 2:1 и вышла в полуфинал.

### Голы в матчах за сборную
| Гол | Дата             | Место                | Противник | Счёт | Итог           | Турнир                      |
| --- | ---------------- | -------------------- | --------- | ---- | -------------- | --------------------------- |
| 1   | 22 сентября 2015 | Словакия, Попрад     | Словакия  | 0:3  | 0:3            | ЧЕ-2017 (отборочный турнир) |
| 2   | 12 августа 2016  | Бразилия, Бразилиа   | США       | 0:1  | 1:1 (пен. 3:4) | ОИ-2016                     |
| 3   | 19 августа 2016  | Бразилия, Бразилиа   | Германия  | 1:2  | 1:2            | ОИ-2016                     |
| 4   | 21 июля 2017     | Нидерланды, Девентер | Россия    | 0:2  | 0:2            | ЧЕ-2017                     |
| 5   | 25 июля 2017     | Нидерланды, Дутинхем | Италия    | 2:2  | 3:2            | ЧЕ-2017                     |
| 6   | 24 июня 2019     | Франция, Париж       | Канада    | 1:0  | 1:0            | ЧМ-2019                     |

## Достижения

### Клубные
- Чемпионка Швеции: 2016 (Линчёпинг)
- Победительница Кубка Швеции: 2013/2014, 2014/2015 (Линчёпинг)

### В сборной
- Чемпионка Европы до 19 лет: 2015
- Серебряный призёр летних Олимпийских игр: 2016

## Личная жизнь
Единоутробная сестра — шведская гандболистка Нина Коппанг (род. 2002).